# O Incal
O Incal é uma saga de ficção científica em quadrinhos escrita por Alejandro Jodorowsky e ilustrada por Mœbius. Sua publicação começou em dezembro de 1980 na revista Métal hurlant e seus seis álbuns foram publicados entre 1981 e 1988 pela  Les Humanoïdes Associés com o título Uma Aventura de John Difool. A partir de 1998, o título da série mudou para O Incal.
O Incal da início ao universo compartilhado denominado Jodoverso.
O Incal inclui e expande os conceitos e a arte do projeto cinematográfico abandonado Duna, dirigido por Jodorowsky e desenhado por Giraud no início dos anos 1970.
Em 2003-2004, toda a série foi recolorida por computador por Valérie Beltran. O sucesso desta série levou Jodorowsky a desenvolver após sua conclusão o universo do Incal por meio de meia dúzia de novas séries em colaboração com diferentes designers.
A tentativa frustrada de adaptar Duna por Jodorowsky que acaba levando a criação de O Incal é retratada no documentário franco-estadunidense Jodorowsky's Dune de 2013. 

## Sinopse
Em um distante futuro imaginário, o detetive particular John Difool recebe um cristal muito poderoso, o Incal Luz, das mãos de um alienígena moribundo. O Incal é disputado por diversas facções: os alienígenas, o governo, os rebeldes e uma seita tecnológica que adora o Incal Negro.
Em fuga, John Difool e seu pássaro de estimação, uma "gaivota do concreto", são forçados a juntar forças com outras pessoas que também procuram o Incal: o Metabarão, as irmãs Animah e Tanatah, Soluna (um messias andrógino) e Kill, um mercenário com cabeça de cachorro. Na fuga, Difool se vê atraído, apesar de tudo, por uma aventura que o excede completamente e que o transforma espiritualmente.

## Personagens
- John Difool: Um detetive particular da classe (R), apelidado de JDF pelos seus companheiros. A história de John Difool é apresentada em detalhes em Antes do Incal. É o filho oculto de uma das prostitutas do anel vermelho. Foi educado como um detetive de classe (R) em uma investigação para determinar o destino dos filhos das prostitutas do Anel Vermelho. Esta investigação o levou a esferas altas e lhe rendeu uma remodelação da memória. Portanto, é com um cérebro perfeitamente limpo que John Difool começa as aventuras em O Incal.[9]
- O Incal: Um ser com poderes misteriosos e avassaladores, composto de dois elementos, o Incal da luz e o Incal negro. Ao contrário do que seu nome sugere, o Incal Negro não é mau. Por outro lado, está menos presente como um personagem de pleno direito. Mais do que um simples ser, o Incal é uma entidade específica de cada civilização. Assim, o Incal apresentado na série é aquele da época de ouro da sociedade humana, mas, em A Quinta Essência - Parte Dois (volume 6), estamos testemunhando o início do processo de criação do Incal Berg.[9]
- Deepo: A gaivota de concreto de John Difool (geralmente mais inteligente do que ele), que ganha a habilidade de falar depois que JDF o faz engolir o Incal Luz para escondê-lo no volume 1.[9]
- Animah: Guardiã do Incal Luz e mãe de Solua, encarna a paz e o amor. A pedido do Incal, ela terá que se passar por homeoputa e se deitar com John Difool. Desta união nascerá Soluna que ela confiará ao Meta-Barão. Mais tarde, ela se apaixonará por esse John Difool, a quem desprezava a priori, apesar da luxúria do Meta-Barão.[9]
- O Andrógeno Solua: Filho adotivo do Metabarão e filho biológico de Animah e John Difool. Tem poderes psíquicos poderosos e passa a ser uma espécie de "profeta" do incal.[9]
- O Meta-Barão: Um assassino conhecido como o maior caçador de recompensas. Foi o responsável por criar o andrógino Soluna, filho de Animah e John Difool.[9]
- Tanatah: Guardiã do Incal Negro e irmã de Animah. É ela quem captura o filho adotivo do Meta-Barão, Soluna, para forçá-lo a matar John Difool e trazê-lo de volta, assim como o Incal Luz (ele o tem em sua posse até o final do volume 1). É a chefe do Amok, um grupo de rebeldes párias do poder central.[9]
- Kill Cara-de-Cão: Um mercenário empregado por Tanatah. Ele tem um ódio obstinado por John Difool desde que ele furou sua orelha.[9]
- O Presidente: Presidente do sistema, muitas vezes clonado e membro da casta aristocrática. Por vezes chamado apenas de "Prez".[9]

## Inspiração
A história do Incal é construída em torno de noções de alquimia. Na verdade, todos os títulos dos álbuns se referem a ela;
- A arte branca para "O Incal Luz", e a arte preta para "O Incal Negro" são as duas primeiras fases da Grande Obra.
- “O Que Está Abaixo” e “O Que Está Acima” são conceitos resultantes do método alquímico de analogia.
- “A Quinta Essência”, ou quintessência, (veja as descobertas científicas dos alquimistas) complementa os Quatro Elementos de Platão (terra, água, ar, fogo). No primeiro álbum, John Difool se subdivide nesses quatro elementos.
- A última página da quinta essência evoca o personagem “ORH”, sendo o ouro o último estágio na transmutação dos metais.
- A inspiração também é cabalística ou, pelo menos, baseada em noções de hebraico. O personagem "ORH" é a personificação da luz (hebraico: orh, אור), e chega-se a ele através do estágio espiritual superior de "DAATH" (hebraico: daath, דַעַת = conhecimento, conhecimento).
- Por sua vez, o personagem de Animah é a tradução da anima de Carl Gustav Jung, que representa o lado feminino de cada homem (o animus sendo o lado masculino). O próprio Jung é conhecido por ter se interessado pela relação entre a psicanálise e a alquimia.
- John Difool é baseado na carta "The Fool" do tarô com seu nome sendo um trocadilho com "John, the Fool".[10]

## Estilo (Design)
A série retrata mundos com paisagens urbanas, enormes naves espaciais e terras povoadas por tecnopapas (adoradores de uma seita que prega a união da treva com o Incal Negro e são responsáveis pela tecnologia), mutantes que moram no lixo, doppelgängers (sósia ou duplo não-biologicamente relacionado de uma pessoa viva), águas-vivas gigantes, velhos gurus flutuando em cristais, um exército de ratos subterrâneos, sanguessugas voadoras, uma humanidade egoísta, entre outros.
Algumas ideias foram inspiradas diretamente de Duna: a imperadora, uma "andrógina perfeita", ou Aquaend (referência direta a Solaris), um planeta composto inteiramente de água que é o oposto aparente de Arrakis, e um "mentrek" que traiu seu antigo mestre.
As ilustrações de Jean Giraud (também conhecido como Moebius) e as cores de Yves Chaland em O Incal foram muito elogiadas. Jodorowsky inicialmente não tinha um roteiro, mas contou suas ideias para Moebius, que esboçou o cenário, gravou a conversa em uma fita e por fim construíram o enredo em conjunto.

## Analise
O conceito central da obra é a jornada espiritual (ou iniciação) de Difool em uma escala cósmica, que ele reluta em aceitar; ele deseja constantemente retornar à sua própria realidade insipiente de prazeres hedonísticos simples. É uma alegoria da repetição dos pecados, da futilidade da complacência e da necessidade de transformação individual. Conforme a história avança, ele continua mudando, tornando-se mais heroico, até fisicamente mais bonito. A obra original (O Incal, seis volumes) começa e termina com Difool caindo da ponte; ele desce, sobe e depois desce novamente em circularidade "fechada". A jornada de Difool é uma jornada de autodescoberta, onde o protagonista precisa acima de tudo se libertar de seu Eu. Os budistas afirmam que a noção de um "eu" permanente é uma das principais causas do sofrimento humano, todo o sofrimento humano em Incal é representado pela treva. A humanidade precisa então compreender que o Eu por si só não existe e então se abdicar de si mesmo compreender a noção de Não Eu ir além de nossos desejos e sofrimentos egoístas e nos juntarmos a luz suprema, a consciência primordial (chamada ORH referência a cabala, אור). Como Difool é o único a não conseguir tal feito (atingir o nirvana), é mandado de volta para reviver todos os eventos cósmicos novamente até que aprenda.

#### Ambientação
O universo da obra é dividido em duas galáxias, uma humana (com 22.000 planetas) e uma Berg (alienígenas parecidos com pássaros sem penas), e a história se passa em quatro planetas na galáxia humana: Ter21, Techno-Gea, Aquaend  e o Planeta de Ouro.
No planeta Ter21 existem duas classes sociais: os afortunados (comuns e aristocratas), que residem no topo, e os demais (inclusive os mutantes, que representam os pobres que vivem na miséria, à margem da sociedade , minorias de todos os tipos). No topo, é uma distopia quase panóptica com programa de TV padrão filmando a violência para consumo público e doutrinação. Aparentemente ninguém trabalha mais, e toda a vida é mediada pela Tv 3d, até os sonhos das pessoas.  As pessoas são viciadas em "drogas do amor", enquanto o presidente está envolvido em repetidos transplantes corporais.  A masculinidade é ridicularizada por prostitutas holográficas produzidas em massa. Os tecnopapas representam os impulsos humanos mais avarentos e mesquinhos.

#### Protagonistas
John Difool é baseado na carta "O Louco" do Tarô. De acordo com a carta, tudo é leve e solto o que pode trazer inquietação e mudanças àquilo que está estagnado. Simboliza o desligamento da matéria, uma história a ser vivida, continuar vivendo a vida sabendo que algo surpreendente poderá acontecer e aceitar esse fato despreocupadamente. O acaso irá resolver tudo. "O Louco" parte em busca de algo que procura, como um desejo que de repente extravasa, uma busca que foi sufocada durante muito tempo. "O Louco" deve aceitar que é um aprendiz da vida.
Em muitos sistemas esotéricos de interpretação, "O Louco" é  frequentemente interpretado como o protagonista de uma história, e os Arcanos Maiores representam o caminho que ele percorre através dos grandes mistérios da vida e dos principais arquétipos humanos. Esse caminho é tradicionalmente conhecido na cartomancia como “A Jornada do Louco”.
O nome de Animah é baseado no conceito junguiano de anima, a parte feminina da psique de cada homem, assim como em latim "anima" significa "psique". Anima é uma palavra originada do latim e foi originalmente usada para descrever ideias como respiração, alma, espírito ou força vital. Jung começou a usar o termo no início dos anos 1920 para descrever o lado feminino interno dos homens.
O processo de desenvolvimento da anima em um homem é sobre o sujeito masculino que se abre à emocionalidade e, dessa maneira, uma espiritualidade mais ampla, criando um novo paradigma consciente que inclui processos intuitivos, criatividade e imaginação e sensibilidade psíquica em relação a ele próprio e outros onde talvez não existisse anteriormente.  
A união entre o Incal Luz (Difool) e o Incal Negro (Animah) pode ser entendido como a união entre a anima e o animus junguianos. Os junguianos alertam que "toda personificação do inconsciente - a sombra, a anima, o animus e o Eu - tem ambos aspectos claro e escuro....a anima e o animus têm aspectos duplos: podem trazer desenvolvimento vivificante. e criatividade para a personalidade, ou podem causar petrificação e morte física".  O excesso de consciência da anima ou do animus poderia fornecer uma conclusão prematura do processo de individuação - "uma espécie de curto-circuito psicológico, a identificar o animus pelo menos provisoriamente com a totalidade". Em vez de se contentar com uma posição intermediária, o animus procura usurpar "o eu, com o qual o animus do paciente se identifica. Essa identificação é uma ocorrência regular quando a sombra, o lado escuro, não foi suficientemente realizada".

#### Temas
A série não tem tabus, em relação ao sexo, violência e estigmas sociais gerais que podem ser evitados em quadrinhos mais convencionais.  Os temas incluem dualismo entre o claro e o escuro ou o conflito entre o bem e o mal, simbolismo místico, arquétipos, metafísica, tarô e outras influências. Na história, muitas vezes há um conflito entre a vida ou a natureza e a tecnologia morta (até mesmo uniformidade e diversidade), pois nas palavras de Jodorowsky: "os óculos permitem que você veja, isso é tecnologia. Mas a felicidade não é isso, não são os seus óculos. É o que você é capaz de ver. Se você tem óculos maravilhosos, mas não sabe ver o que está na sua frente, então essa ferramenta tecnológica é inútil ". A série também mostra religião, economia, política e guerra, tudo misturado.

## Publicações

### França
Publicado em formato periódico com o nome "Uma aventura de John Difool" (Une aventure de John Difool) na revista Métal Hurlant.
58. Incal noir : Les Nuits de l’anneau rouge, décembre 1980.
59. Incal noir : Le Bal de l’incal, janvier 1981.
60. Incal noir : Son ophidité majeure, février 1981.
61. Incal noir : Techniques technos, mars 1981.
62. Incal noir : Méta–baron, avril 1981.
63. Incal lumière : Ove tenebrae, mai 1981.
64. Incal lumière : Panique sur l’extérieur interne, juin 1981.
65. Incal lumière : Animah !, juillet 1981.
66. Incal lumière : Neuraztenik class struggle, août 1981.
67. L’incal lumière : Imperoratriz, septembre 1981.
68. L’incal lumière : Lac d’acide, octobre 1981.
86. Ce qui est en bas : Les Psycho–rats, avril 1983.
87. Ce qui est en bas : À travers la décharge, mai 1983.
88. Ce qui est en bas : La Planète d’or, juin 1983.
89. Ce qui est en bas : Forêt de cristal, juillet 1983.
90. Ce qui est en bas : La Porte de la transfiguration, août 1983.
107-111. Ce qui est en haut, janvier-mai 1985.

### No Brasil
A obra foi publicada no ano de 2012 de duas formas distintas; na primeira em três álbuns contendo 2 tomos cada, e na segunda em um volume único com a série completa, ambos lançados pela editora Devir.
Em 2021 a obra foi relançada pela editora Pipoca e Nanquim com o nome "Todo Incal" em um Box capa dura contendo três volumes. No primeiro volume a obra original completa (6+1). No segundo volume "Antes do Incal" completo, e no terceiro "Incal Final" completo, mais o livro "Os Mistérios do Incal" contando os bastidores e curiosidades da obra, até então inédito no Brasil.

### Em Portugal
Fora de série : Les Mystères de l'Incal 1989 (Não editado em Portugal)

## Séries derivadas
As séries derivadas do Incal iniciaram o que posteriormente foi chamado de Jodoverso. O Jodoverso é  é um universo compartilhado criado por Alejandro Jodorowsky.

### Antes do Incal
1. Avant L'Incal (O nome foi posteriormente alterado para Adieu le père), 1988
2. Detective privé de classe "R", 1990
3. Croot, 1991
4. Anarcho psychotiques, 1992
5. Ouisky, SPV, et homéoputes, 1993
6. Suicide allée, 1995

### Depois do Incal
1. Le nouveau reve, 2000

Abandonada a seguir ao primeiro volume.

### Incal Final
1. Les Quatre John Difool, 2008
2. Louz de Garra,  2011
3. Gorgo le sale, 2014

### A Casta dos Meta-barões
1. Othon le Trisaïeul, 1992
2. Honorata la Trisaïeule, 1993
3. Aghnar le Bisaïeul, 1995
4. Oda la Bisaïeule, 1997
5. Tête d'acier l'Aïeul, 1998
6. Doña Vicenta Gabriela de Rhoka l'Aïeule, 1999
7. Aghora, le père-mère, 2002
8. Sans nom, le dernier des Métabarons, 2003

Fora de série: 
La Maison des ancêtres, Setembro de 2008
Les Armes du Méta-Baron, Setembro de 2008

### Os Técno-padres
1. La Pré-école Techno, 1998
2. L'École pénitentiaire de Nohope, 1999
3. Planeta Games, 2000
4. Halkattrazz, l'étoile des Bourreaux, 2002
5. La secte des Techno-évêques, 2003
6. Les secrets du Techno-Vatican, 2004
7. Le Jeu parfait, 2005
8. La Galaxie Promise, 2006

### Megalex
1. L'anomalie, 1999
2. L'Ange bossu, 2002
3. Le cœur de Kavatah, 2008